# Geneve Motor Show
Geneve Motor Show (fransk: Salon International de l'Auto) er en årlig bilmesse, som afholdes i marts måned i den schweiziske by Genève. Bilmessen afholdes i Geneve Palexpo, et konferencecenter beliggende lige ved Genève Internationale Lufthavn. Bilmessen organiseres af Organisation Internationale des Constructeurs d'Automobiles (Bilkonstruktørernes Internationale Organisation), og anses for at være en vigtig internationalt bilmesse.
Messen blev afholdt for første gang i 1905.